# Manglares Churute
Manglares Churute  forman parte de la reserva ecológica del mismo nombre, que está registrada en el Sistema Nacional de Áreas Protegidas del Ecuador. Están ubicados en el cantón Naranjal, provincia del Guayas, a 40 kilómetros de la ciudad de Guayaquil. Deben su nombre a la presencia de una pequeña cordillera, llamada Churute, compuesta por siete cerros. Cuenta con 35.000 hectáreas de mangles, y su clima es de 28 ˚C media anual (en época lluviosa). Estos manglares están considerados como un sitio de importancia Ramsar.

## Ecosistemas
Dentro del área encontramos ecosistemas bien diferenciados:
- Los manglares y estuarios. Su importante aporte de sedimentos, junto a las corrientes marinas, han formado un extenso complejo de canales e islas. Esta área, que también combina una pequeña porción de tierras continentales más altas y húmedas, encierra una infinidad de lagunas y estuarios.
- La laguna del Canclón. Con una superficie de 800 hectáreas, está rodeada de cerros que son los que la alimentan con pequeñas vertientes de agua. Al pie de los cerros y a la orilla de la laguna, se observa una variedad de garzas, jacanas, gallinetas y aves propias de humedales de aguas continentales.

## Flora
Cerca del agua son muchas formaciones de manglares. Existen 5 especies de mangle sobre las cuales crecen plantas epifitas y bajo ellas hay una infinidad de especies orgánicas. En la cordillera aledaña encontramos roble, ébano, ceibo y balsa y algunos otros árboles que se encuentran en los bosques secos. Alrededor de la mayoría de las orquídeas y bromelias cubren el paisaje. En la parte alta de la cordillera el bosque es húmedo brumoso por la humedad que se condensa allí.

## Fauna
En medio de los manglares habitan cangrejos, camarones y diversidad de moluscos. Están registradas 264 especies de aves en el área las cuales pertenecen a 59 familias y 7 subfamilias, 50 son especies de aves acuáticas migratorias de importancia para la conservación internacional que en su mayoría se encuentra en la zona de manglar y la zona de estuaria, las demás son aves residentes la mayoría de las cuales son comúnmente vistas. Esta zona de manglar no solo es la última que se encuentra al sur del continente americano, es un humedal de gran importancia para unas 50 especies de aves migratorias protegidas internacionalmente, además hay especies residentes como fragatas, flamencos, ibis blanco americano, garza pico de espátula, garzas, pelícanos, así como delfines nariz de botella (Tursiops truncatus) en los meses de junio a noviembre, que se mueven en el interior del estuario. hay tigres salvajes

## Actividades de recreación
Las excursiones en canoa por los manglares permiten la visualización de muchas especies únicas de fauna. El senderismo es también una opción aquí.